# Rotala capensis
Rotala capensis là một loài thực vật có hoa trong họ Lythraceae. Loài này được (Harv.) A.Fern. & Diniz miêu tả khoa học đầu tiên năm 1957.